# Kleingliedstaat
Als Kleingliedstaaten werden sehr kleine gliedstaatliche Einheiten bezeichnet. 
Kleingliedstaaten sind Gliedstaaten eines föderalen Staates, die sich durch eine sehr geringe (absolute) Bevölkerungszahl auszeichnen und deshalb durch besondere Probleme (beispielsweise potenzielle Defizite in Gesetzgebung und Vollzug aufgrund fehlender Ressourcen), aber auch durch Handlungschancen (beispielsweise Bürgernähe, Beteiligungsformen, einfache Staatsstrukturen) gekennzeichnet sind.
Als Beispiele gelten die kleinen Schweizer Kantone (zum Beispiel gehört Appenzell Innerrhoden mit ca. 16.000 Einwohnern zu den kleinsten Gliedstaaten der Welt) und die Deutschsprachige Gemeinschaft in Belgien (mit gut 77.000 Einwohnern die kleinste Region mit Gesetzgebungshoheit innerhalb der Europäischen Union).